# ناحیه هرسی، میشیگان
ناحیه هرسی (به انگلیسی: Hersey Township) یک منطقهٔ مسکونی در ایالات متحده آمریکا است که در شهرستان اوسکئولا، میشیگان واقع شده‌است.
 ناحیه هرسی ۹۲٫۹ کیلومتر مربع مساحت و ۱٬۸۴۶ نفر جمعیت دارد و ۳۰۹ متر بالاتر از سطح دریا واقع شده‌است.